# Глаз дракона (символ)

Глаз дракона

6 линий символа могут быть показаны как 6 рёбер правильного тетраэдра (треугольной пирамиды), которые видны сверху со стороны одной вершины

Глаз дракона — старинный символ древних германцев, обнаруженный Рудольфом Кохом. Глаз дракона — равнобедренный треугольник, показанный справа в виде символа «Y», три свободных конца которого соединены в виде треугольника. Согласно Словарю символов Карла Лиугмана (Carl G. Liungman), сам треугольник обозначает угрозу, а знак «Y» — выбор между добром и злом.